# La cautiva (gedicht)

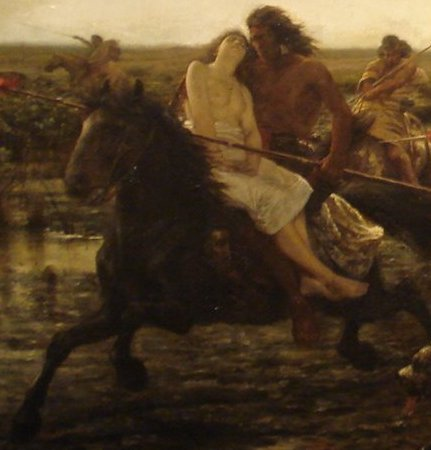
"La vuelta del malón" (De terugkeer van de overvallers, 1892). Fragment uit schilderij van Ángel Della Valle (1852-1903). Olieverf op doek

La cautiva (De gevangene) is een episch gedicht van de Argentijnse schrijver Esteban Echeverría dat in 1837 werd gepubliceerd en wordt beschouwd als het eerste grote Argentijnse literaire werk. Met dit gedicht anticipeerde Esteban Echeverría de geboorte van de roman in Argentinië, een land dat op dat ogenblik nog in volle ontwikkeling was, en stimuleerde hij er het enthousiasme voor de Spaanse romantische literatuur.

## Inhoud
Bij een indiaanse raid op een grensdorpje wordt Maria samen met anderen gevangengenomen. Als later haar man Brian haar probeert te bevrijden, ondergaat hij hetzelfde lot als de vrouwen. De inboorlingen vieren de overwinning met een groot feest, maar de vrouw slaagt erin om met een mes haar man te bevrijden. Beiden zoeken hun toevlucht in de woestijn.  Christelijke troepen bereiken intussen het kamp, maar vinden hun leider niet. De vlucht wordt voor het echtpaar een beproeving. Zij lijden onder de dorst en de brandwonden, de graslanden om hen heen branden en ze worden achternagezeten door een tijger. Brian overleeft het avontuur niet. Maria begraaft haar man en trekt verder, gedreven door de hoop haar zoon te vinden.

## Structuur en thema
Het gedicht bestaat uit 2142 verzen, en is verdeeld in negen delen en een epiloog. De negen delen zijn: De woestijn, Het feest, Het mes, De dageraad, Het grasland, Wachten, De brand, Brian, María. De conventies van de romantiek volgend, gebruikt Echeverria verschillende versvormen, met een overwicht van het achtlettergrepige en zeslettergrepige vers, dat voornamelijk afkomstig was uit de populaire poëzie.
Het is een heldhaftig verhaal, een ander kenmerk van de romantiek, waarbij de gewone vrouw het onderwerp is. De achterliggende bedoeling is een democratisering van de literatuur. Echeverría vermengt populaire en elitaire stijlen en maakt gebruik van zowel het lokale dialect van Río de la Plata als van het koloniale Spaans.